# Bhutan ved sommer-OL 2024
Bhutan deltog i sommer-OL 2024 i Paris, Frankrig i perioden 26. juli til 11. august 2024.
Landet vandt ingen medaljer.
Det bhutanske hold bestod af tre atleter (to mænd og en kvinde), der konkurrerede i tre sportsgrene.
Kinzang Lhamo modtog udbredt ros for sin beslutsomhed i at afslutte kvindernes maraton på trods af at hun endte på en 80. plads.

## Medaljer
| 2024 Paris | Guld | Sølv | Bronze | Total |
| Bhutan     | 0    | 0    | 0      | 0     |

### Medaljevinderne
| Bhutan under sommer-OL 2024 i Paris | Bhutan under sommer-OL 2024 i Paris | Bhutan under sommer-OL 2024 i Paris | Bhutan under sommer-OL 2024 i Paris | Bhutan under sommer-OL 2024 i Paris |
| Medalje                             | Navn                                | Sport                               | Event                               | Dato                                |
| ----------------------------------- | ----------------------------------- | ----------------------------------- | ----------------------------------- | ----------------------------------- |
| -                                   | -                                   | -                                   | -                                   | -                                   |